# Залесский, Венцель фон
Венцель фон Залесский (нем. Wenzel Graf von Zaleski, польск. Wacław hrabia Zaleski; 28 июня 1868 — 24 декабря 1913) — австро-венгерский государственный деятель польского происхождения. В 1911 — министр без портфеля (фактически — по делам Галиции) и короткое время — исполняющий обязанности министра земледелия Цислейтании. В 1911—1913 — министр финансов Цислейтании.

## Биография
Происходил из аристократической семьи, сын политического деятеля Филиппа Залесского. Галицийский помещик, владел землями в районе Скалата. Политически примыкал к консервативному крылу польско-австрийской аристократии.
Работал на государственной службе, был доверенным лицом и советником императора Франца Иосифа I. Избирался депутатом ландтага Галиции и Лодомерии. На первых всенародных выборах Рейхсрата в 1911 году был избран депутатом парламента от округа Бережаны-Барановка-Гутиско. В правительстве Рихарда фон Бинерт-Шмерлинга временно занимал должности заместителя министра путей сообщения и руководителя департамента в Министерстве земледелия.
9 января 1911 получил должность министра без портфеля (отвечал за представительство интересов Галиции). Занимался вопросами организации на территории этой коронной земли национального русинского университета. 3 — 19 ноября одновременно исполнял обязанности министра земледелия.
19 ноября 1911 занял пост министра финансов в новом правительстве Карла фон Штюргка. Находясь на министерском посту отказался повышать налоги, выступал против государственной лотереи. Принимал участие в принятии решения о начале строительства водного канала Краков — Заторек. 5 октября 1913 по состоянию здоровья ушёл в отставку. Спустя недолгое время умер в санатории Martinsbrunn в Меране.